# Спешнёвское сельское поселение (Ульяновская область)
Спе́шневское се́льское поселе́ние — муниципальное образование в Кузоватовском районе Ульяновской области Российской Федерации.
Административный центр — село Спешневка.

## История

### Описание герба.
«В зеленом поле под включенной рассеченной лазоревой и червленой главой, обремененной золотым цветком подсолнуха — серебряная звезда о четырех длинных и четырех коротких лучах, стоящая нижним лучом на капители выходящей снизу колонны того же металла; обе фигуры сопровождены по краям золотыми трилистниками, с каждой стороны по семи (в два продольных ряда: четыре ближе к краю, три — дальше от края)».
значок
Герб Спешневского сельского поселения может воспроизводиться в двух равно допустимых версиях:
— без вольной части;
— с вольной частью — четырёхугольником, примыкающим изнутри к верхнему правому углу герба Спешневского сельского поселения с воспроизведёнными в нём фигурами из герба Ульяновской области.
Герб Спешневского сельского поселения, в соответствии с Методическими рекомендациями по разработке и использованию официальных символов муниципальных образований (Раздел 2, Глава VIII, п.п. 45-46), утверждёнными Геральдическим Советом при Президенте Российской Федерации 28.06.2006 года, может воспроизводиться со статусной короной установленного образца.
Обоснование символики герба Спешневского сельского поселения.
Согласно легенде, заселение Спешневского поселения (в частности с. Спешневка) началось во времена крестьянского восстания под руководством Степана Разина. Конный отряд царских войск, преследуя остатки бунтовщиков, переправился через реку Свияга, «спешился», ожидая других распоряжений. Войскам было приказано строить землянки, где временно стали жить солдаты. Новых распоряжений так и не последовало. Так на берегу Свияги среди вековых сосен появилось новое поселение под названием «Спешневка» (от слова спешиться). Село быстро росло и развивалось. В окрестностях по берегам реки Свияга и другим малым и средним рекам также появились и развивались новые сёла.
Герб Спешнёвского сельского поселения символически отражает его особенности:
— серебряная звезда на верхней части колонны — символизирует географический центр современной Ульяновской области, расположенный на территории Спешневского сельского поселения (с. Спешневка). Колонна — основная фигура герба Ульяновской области;
— трилистник — символ объединения, равновесия, а в количестве четырнадцати аллегорически символизирует четырнадцать населённых пунктов, входящих в Спешневское сельское поселение: село Спешневка, деревня Агроном, посёлок Азат, посёлок Ветловка, село Екатериновка, посёлок Коммуна, посёлок Первомайский, село Порецкое, посёлок Свияжный, село Стоговка, село Хвостиха, село Чертановка, село Чириково, деревня Щеголиха;
— золотой подсолнух в рассечённой сине-красной главе — воспроизведённые фигура и цвета из герба Кузоватовского района, показывающие тесную связь района и сельского поселения;
— золото — символ высшей ценности, величия, богатства, урожая;
— зелёный цвет символизирует весну, здоровье, природу, молодость и надежду;
— червлень (красный цвет) — символ труда, мужества, жизнеутверждающей силы, красоты и праздника;
— лазурь — символ возвышенных устремлений, искренности, преданности, возрождения;
— серебро — символ чистоты, открытости, божественной мудрости, примирения.
Авторская группа:
идея герба: Константин Мочёнов (Химки);
художник и компьютерный дизайн: Ольга Салова (Москва);
обоснование символики: Ефимовский Константин (Архангельск).
Утверждён решением Совета депутатов муниципального образования Спешнёвское сельское поселение
от 06.09.2013 № 35/181
Внесён в Государственный геральдический регистр Российской Федерации под № 8702
1 — В геральдике правой именуется сторона, находящаяся слева от зрителя, и наоборот.
Источник: http://www.heraldik.ru/gerbs/speshnevskoe.htm
Статус и границы сельского поселения установлены Законом Ульяновской области от 13 июля 2004 года № 043-ЗО «О муниципальных образованиях Ульяновской области».

## Население
| 2010  | 2012  | 2013  | 2014  | 2015  | 2016  | 2017  |
| ----- | ----- | ----- | ----- | ----- | ----- | ----- |
| 2618  | ↘2518 | ↘2437 | ↘2367 | ↘2322 | ↘2265 | ↘2202 |
| 2018  | 2019  | 2020  | 2021  |       |       |       |
| ↘2188 | ↘2109 | ↘2069 | ↘1943 |       |       |       |

## Состав сельского поселения
| №  | Населённый пункт | Тип населённого пункта       | Население |
| -- | ---------------- | ---------------------------- | --------- |
| 1  | Агроном          | деревня                      | 1         |
| 2  | Азат             | посёлок                      | 7         |
| 3  | Ветловка         | посёлок                      | 44        |
| 4  | Екатериновка     | село                         | 77        |
| 5  | Коммуна          | посёлок                      | 31        |
| 6  | Первомайский     | посёлок                      | 407       |
| 7  | Порецкое         | село                         | 117       |
| 8  | Свияжный         | посёлок                      | 26        |
| 9  | Спешневка        | село, административный центр | 403       |
| 10 | Стоговка         | село                         | 409       |
| 11 | Хвостиха         | село                         | 236       |
| 12 | Чертановка       | село                         | 435       |
| 13 | Чириково         | село                         | 392       |
| 14 | Щеголиха         | деревня                      | 33        |

## Местное самоуправление
Главой администрации Спешневского сельского поселения был Никишин Сергей Венидиктович.

## Известные уроженцы
- Бутырин, Сергей Иванович (1912—1996) — советский хозяйственный деятель, горный инженер, заслуженный строитель РСФСР, участник Великой Отечественной войны. Родился в ныне несуществующем селе Лукино, находившемся на территории сельского поселения.
- Пётр Иванович Юрлов (29 октября (9 ноября) 1793—1869) в селе Чертановка — дворянин, участник Отечественной войны 1812 года, коллекционер[14].